# Urvashi Butalia
Urvashi Butalia (Ambala, 1952) és una escriptora, editora i activista feminista índia. És coneguda pel seu treball feminista a l'Índia, i per ser autora de llibres com The Other Side of Silence: Voices from and the Partition of l'Índia i Speaking Peace: Women's Voices from Kashmir. Amb Ritu Menon, cofundà Kali for Women, la primera editorial feminista de l'Índia, el 1984. El 2003, fundà Zubaan Books, una editorial creada a l'empara de Kali for Women. El 2011, Butalia i Menon reberen ensems el premi Padma Shri, el quart orde civil més alt de l'Índia, pel seu treball en literatura i educació.

## Biografia
Butalia nasqué a Ambala, Haryana, en una família rica, progressista i atea de llengua panjabi. És la tercera dels quatre fills de Subhadra i Joginder Singh Butalia. Sa mare era una feminista directora d'un centre d'assessorament per a dones. Butalia té una germana major, Bela, i dos germans, Pankaj i Rahul. Pankaj Butalia és un director de documentals d'esquerres que es coneix sobretot per un documental sobre les miserables condicions de les vídues de Vrindavan.
Es llicencià en Literatura en Miranda House, en la Universitat de Delhi, al 1971, i hi també cursà un màster en Literatura el 1973. Va realitzar un altre màster en Estudis d'Àsia del sud en la Universitat de Londres el 1977. Parla diferents llengües índies (hindi, panjabi i bengalí) i anglés, italià i francés.

## Trajectòria

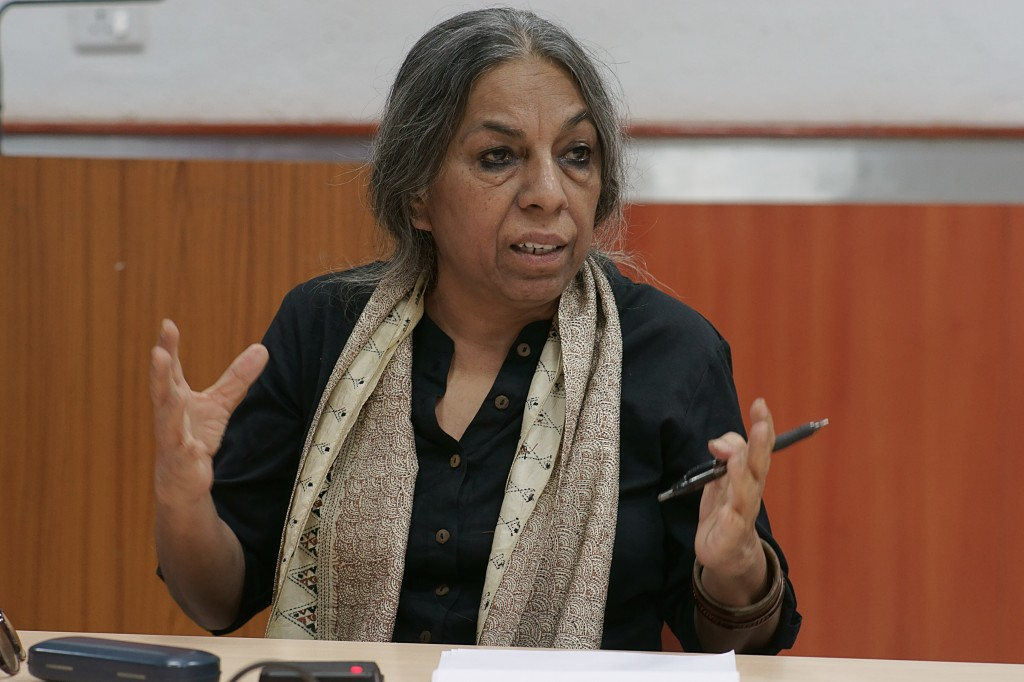
Urvashi Butalia a l'octubre del 2016

Butalia començà treballant en l'editorial Oxford University Press a Delhi. Després s'estigué un any en la seua seu d'Oxford, abans de treballar breument en l'editorial Zed Books, amb seu a Londres, com a editora, el 1982. Després tornà a l'Índia i, juntament amb Ritu Menon, fundaren una editorial feminista, Kali for Women, el 1984. Treballa en la prestigiosa Young Índia Fellowship, en la Universitat d'Ashoka, on imparteix un curs sobre dones, societat i l'Índia.
Les principals àrees d'interés de Butalia són la partició de l'Índia i la història oral des d'una perspectiva feminista i d'esquerres. Ha escrit sobre gènere, comunalisme, fonamentalisme i mitjans de comunicació. Ha publicat en periòdics i revistes, com ara The Guardian, The New Internationalist, The Statesman, The Times of l'Índia, Outlook i India Today. Ha estat columnista habitual de l'esquerrà Tehelka i d'Indian Printer and Publisher, una revista B2B que s'ocupa de la indústria editorial.
Butalia és assessora d'Oxfam Índia i és lectora en el departament d'Estudis Vocacionals en la Universitat de Delhi.

### Kali for Women
Kali for Women, la primera editorial feminista de l'Índia, cofundada per Butalia i Ritu Menon, es creà el 1984 com un fideïcomís per a augmentar els coneixements sobre les dones del Tercer Món, i proporcionar un fòrum per a dones escriptores, creatives i acadèmiques. El 2003, les cofundadores Urvashi Butalia i Ritu Menon realitzaren trajectòries independents per diferències irresolubles. Ambdues continuaren creant les seues obres sota l'empara de Kali for Women, amb Menon establint Women Unlimited i Butalia fundant Zubaan Books.

### Zubaan Books
Al principi establerta com una organització sense afany de lucre el 2003, Zubaan opera ara com a empresa privada, Zubaan Publishers Pvt. Ltd., amb cinc parts interessades: Butalia (fundadora i CEO), Anita Roy (editora), Preeti Gill (editora), Shweta Vachani (editora) i Satish Sharma (CFO). L'editorial publica obres acadèmiques i de ficció "sobre, per a i per dones del sud d'Àsia", amb autores de renom mundial com ara Jaishree Misra, Nivedita Menon, Manjula Padmanabhan, Suniti Namjoshi i Annie Zaidi.

### The other side of silence (L'altre costat del silenci)
A banda d'articles periodístics i d'opinió sobre temes feministes, Butalia és autora o coautora de diverses obres. D'aquestes, The other side of silence (L'altre costat del silenci, 1998) se'n considera la més popular. El llibre, que és el resultat de més de setanta entrevistes que Butalia feu a supervivents de la partició de l'Índia, s'utilitza com a text acadèmic en algunes universitats índies. L'Institut Goethe ha descrit el treball com "un dels llibres més influents en els estudis del sud d'Àsia que s'han publicat en les darreres dècades... Emfasitza el paper de la violència contra les dones en l'experiència col·lectiva de la tragèdia."
Butalia assenyala que la Partició, igual que l'Holocaust, continua sent una "història viva", en el sentit que encara queden molts supervivents. En contrast amb els molts projectes que s'han emprés per a documentar les històries orals de l'Holocaust, a l'Índia n'hi ha hagut poques iniciatives comparables. Aquesta n'és una.
The Other Side of Silence guanyà el Premi Oral History Book Association el 2001 i el Premi Nikkei Asia Award for Culture el 2003.

## Activisme
Butalia forma part de l'Institut de Dones per a la Llibertat de Premsa (WIFP).

## Premis i reconeixements
El 2000, Butalia guanyà el premi Pandora Award for Women in Publishing. I el 2011, el Govern de l'Índia li atorgà la distinció Padma Shri.
El 2017, la República Federal d'Alemanya concedí a Butalia la Medalla Goethe, que "honora les persones que han demostrat una competència excepcional en l'idioma alemany, així com en l'intercanvi cultural entre nacions".

## Obra
- Urvashi Butalia; Ritu Menon; Kali for Women. In Other Words: New Writing by Indian Women.  Kali for Women, 1992. ISBN 978-81-85107-48-6.
- Urvashi Butalia; Ritu Menon; Kali for Women (1995). Making a difference: Feminist Publishing in the South, Bellagio Pub.[14] ISBN 9780964078086.
- Tanika Sarkar, Urvashi Butalia; Kali for Women (1995). Women and the Hindu Right: A Collection of Essays, Kali for Women.[15] ISBN 978-81-85107-66-0.
- Staff, Kali for Women (1995). Women and Right-wing Movements: Indian Experiences, Zed Books.[16] SBN 978-1-85649-289-8.
- Urvashi Butalia (1998). The Other Side of Silence: Voices from the Partition of India, Penguin Books l'Índia.[17] ISBN 978-0-14-027171-3.
- Urvashi Butalia (2002). Speaking Peace: Women's Voices from Kashmir, Kali for Women.[18] ISBN 978-81-86706-43-5.
- Urvashi Butalia (2006). Inner Line: The Zubaan Book of Stories by Indian Women, Zubaan.[19] ISBN 978-81-89013-77-6.